# 理查德·弗朗西斯-布鲁斯
理查德·莱斯利·弗朗西斯-布鲁斯 AM（Richard Leslie Francis-Bruce；1948年12月10日—）是一位澳大利亚电影剪辑师，曾获得多项奥斯卡最佳影片剪辑奖提名。

## 生平
其父杰克·布鲁斯是一名好莱坞攝影指導，曾为塞西爾·德米爾等人工作。他在悉尼的澳大利亚广播公司当了15年编辑，之后才成为电影剪辑师。
他曾凭借《肖申克的救赎》（1994）、《七宗罪》（1995）和《空军一号》（1997）获得奥斯卡最佳影片剪辑奖提名。1997年，受邀加入美国电影剪辑协会。